# Hans Michel Schletterer
Hans Michel Schletterer, également Hans Michael Schletterer (né le 29 mai 1824 à Ansbach et mort le 4 juin 1893 à Augsbourg) est un musicien et critique musical bavarois.

## Biographie
Il étudie d'abord avec Louis Spohr à Cassel et plus tard avec Ferdinand David et Ernst Friedrich Richter à Leipzig. En 1847, Schletterer devient directeur musical à Deux-Ponts, en 1854 directeur musical de l'université de Heidelberg, en 1858 chef d'orchestre de l'église protestante d'Augsbourg et en 1866 directeur de l'école de musique au même endroit. Avec la fondation de la Société d'oratorio Society d'Augsbourg en 1866, qu'il dirige jusqu'en 1893 et avec laquelle il organise plus de 100 concerts dans lesquels il interprète également de nombreuses œuvres instrumentales classiques avec l'orchestre municipal, il apporte une contribution majeure au développement de la vie musicale. à Augsbourg et la domine pendant 20 ans. Son rejet total du nouveau développement musical après Wagner et la négligence des œuvres de jeunes compositeurs lui valent des critiques croissantes, parfois malveillantes, si bien qu'en 1893 il démissionne de la direction de l'association d'oratorio et meurt peu après.
Schletterer compose des cantates, des opérettes, des chansons chorales et met des psaumes en musique. Ses traités de théorie musicale sont également importants, pour lesquels il reçoit un doctorat honorifique en philosophie à Tübingen en 1878.
La fille de Schletterer, Anna (1862–1919), devient chanteuse d'opéra (soprano/mezzo-soprano).

## Publications
- Zur Geschichte der dramatischen Musik und Poesie in Deutschland. Das deutsche Singspiel von seinen ersten Anfängen bis auf die neueste Zeit. Schlosser-Verlag, Augsburg 1863. Nachdruck: Olms, Hildesheim / New York 1975,  (ISBN 3-487-05577-5)
- Joh[ann] Friedrich Reichardt. Sein Leben und seine musikalische Thätigkeit. 1865, Nachdruck: Sändig, Walluf (bei Wiesbaden) 1972,  (ISBN 3-500-25460-8)
- Die Entstehung der Oper. Ein Vortrag gehalten am 21. Februar 1872. Beck, Nördlingen 1873.
- Zehn Chor-Duette für Sopran- und Altstimmen (erste Folge) mit Clavierbegleitung zum Gebrauch in höheren Töchterschulen und Gesangvereinen componirt und methodisch geordnet von H. M. Schletterer. Op. 29. Partitur und Stimmen. Leipzig, Fr. Kistner [1879].